# Apolodor
Apolodor este o companie de construcții din România, înființată în anul 1992.
Compania este specializată în demolarea construcțiilor, terasamente și organizare de șantier, precum și în lucrări de infrastructură.
Număr de angajați în 2008: 850
Cifra de afaceri în 2007: 50 milioane euro